# 里加汽車博物館
里加汽车博物馆是波羅的海三國最大的汽車博物館，位於拉脫維亞首都里加。

## 馆藏

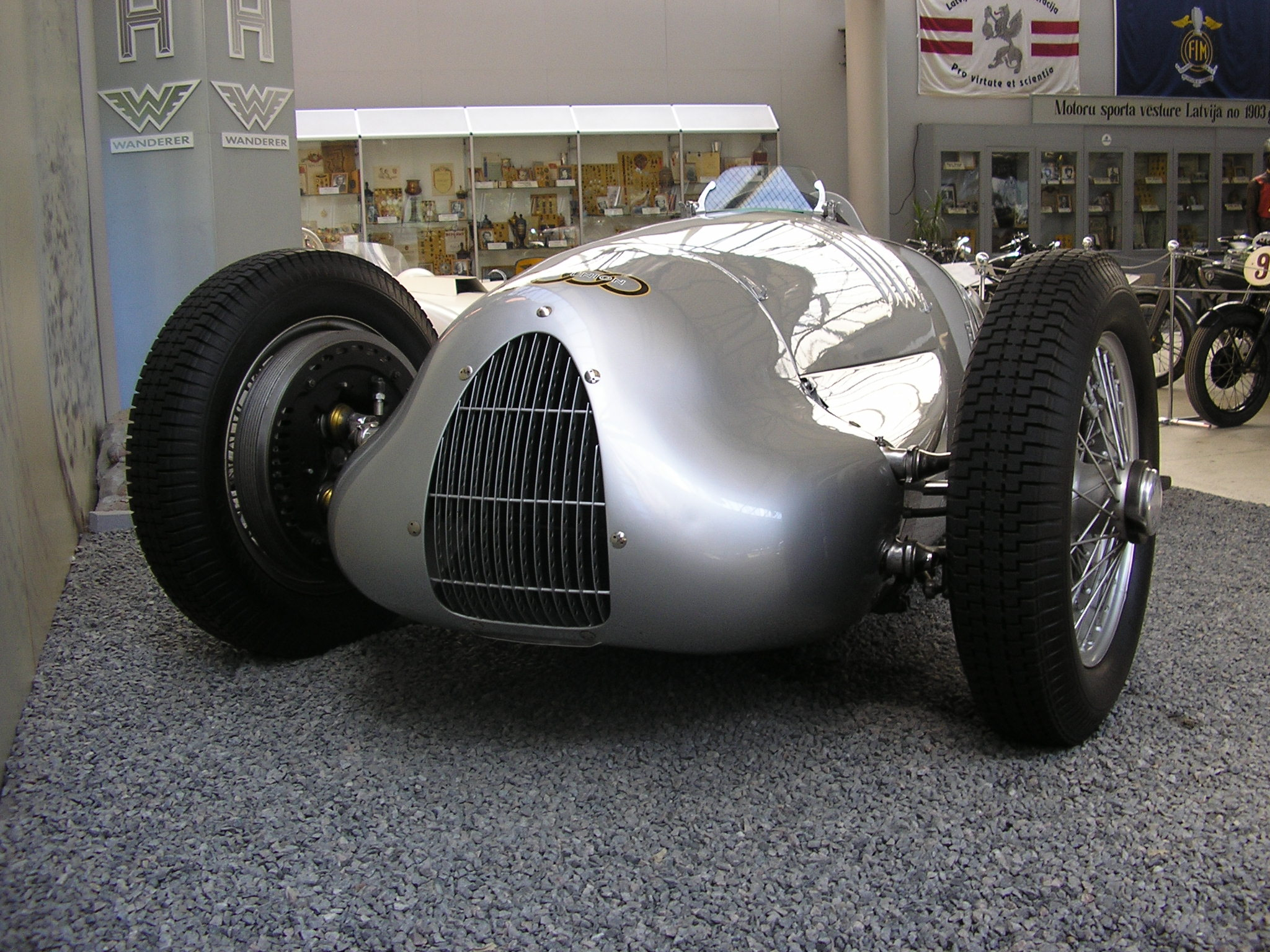
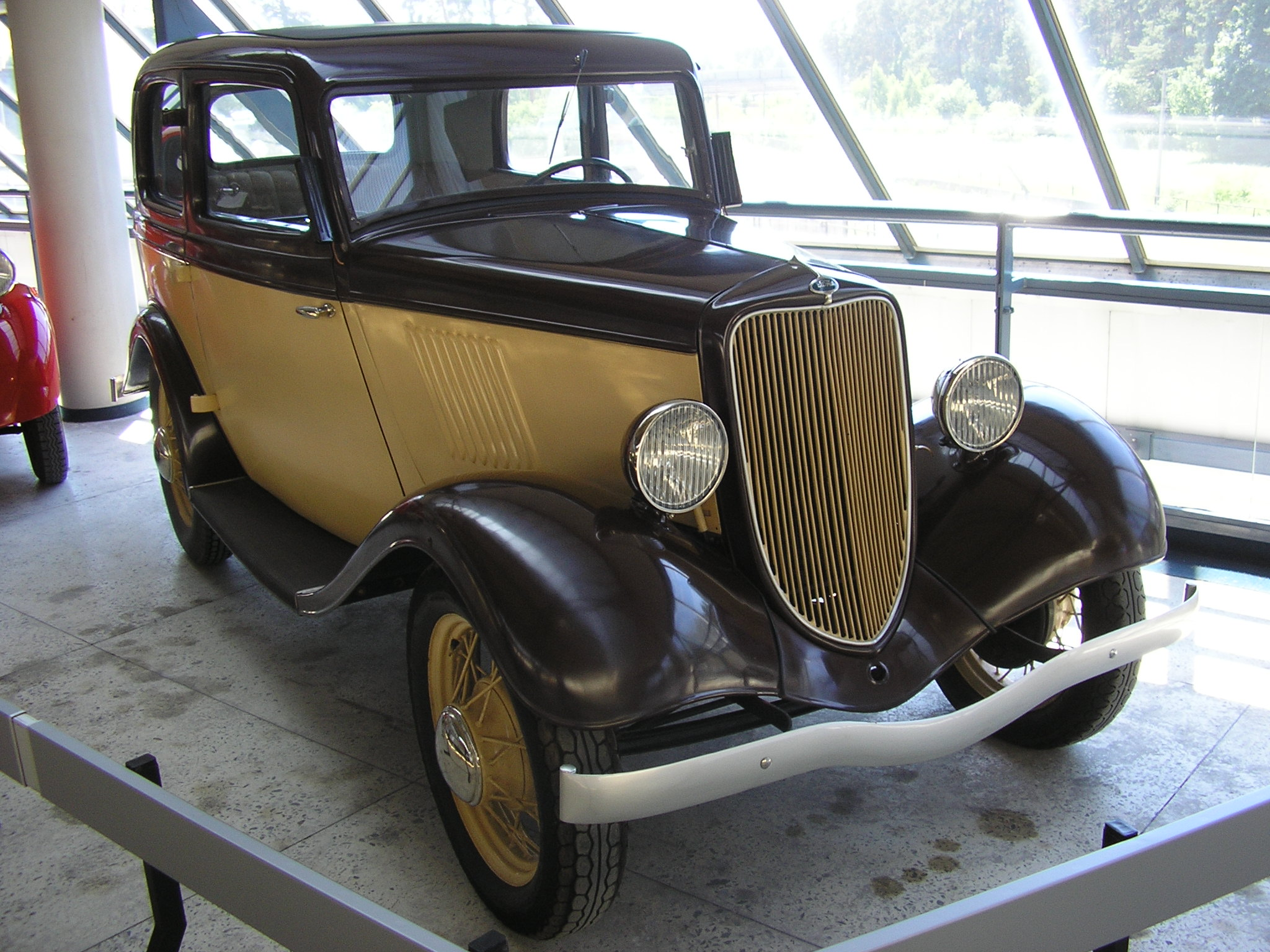
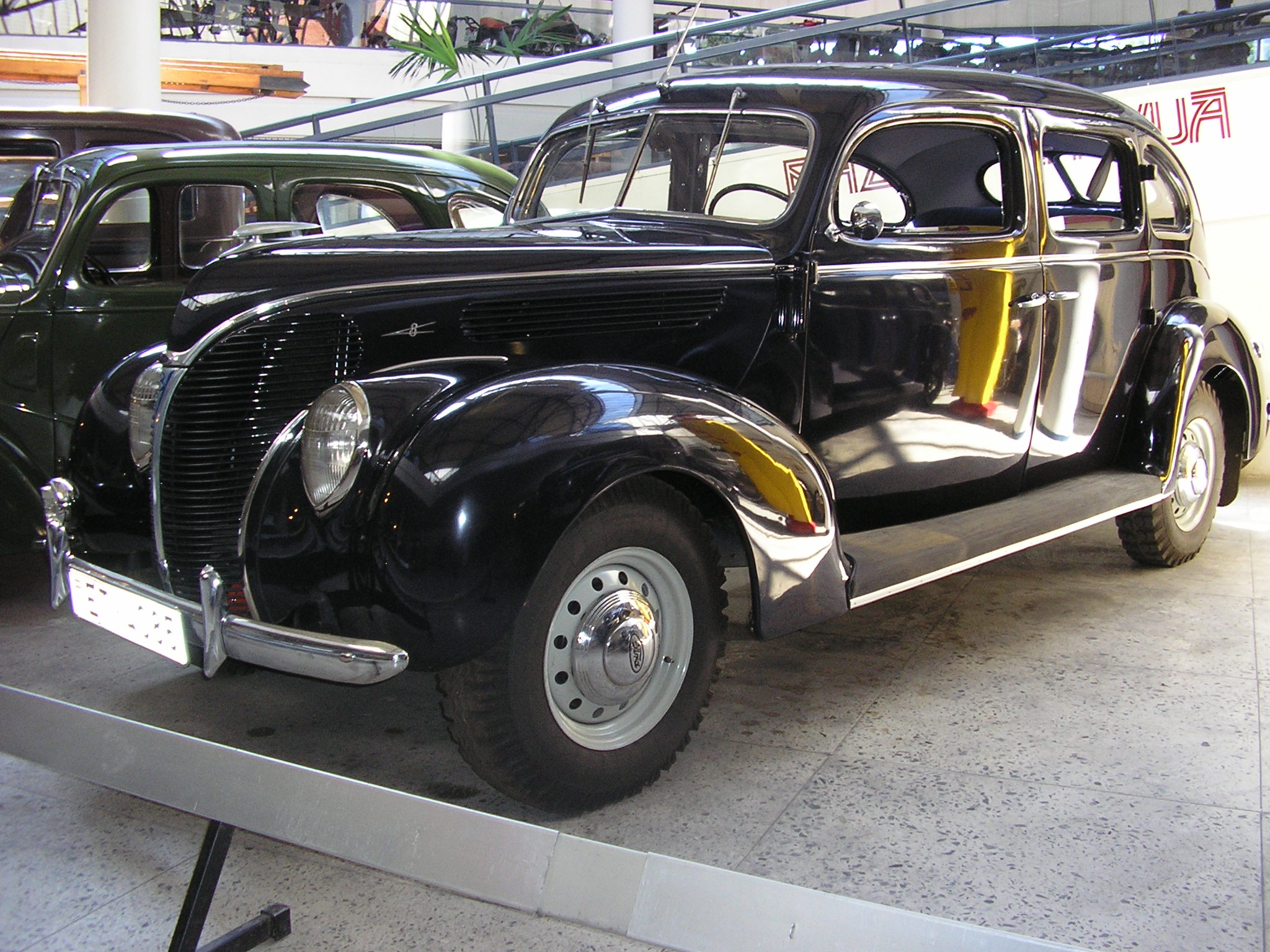
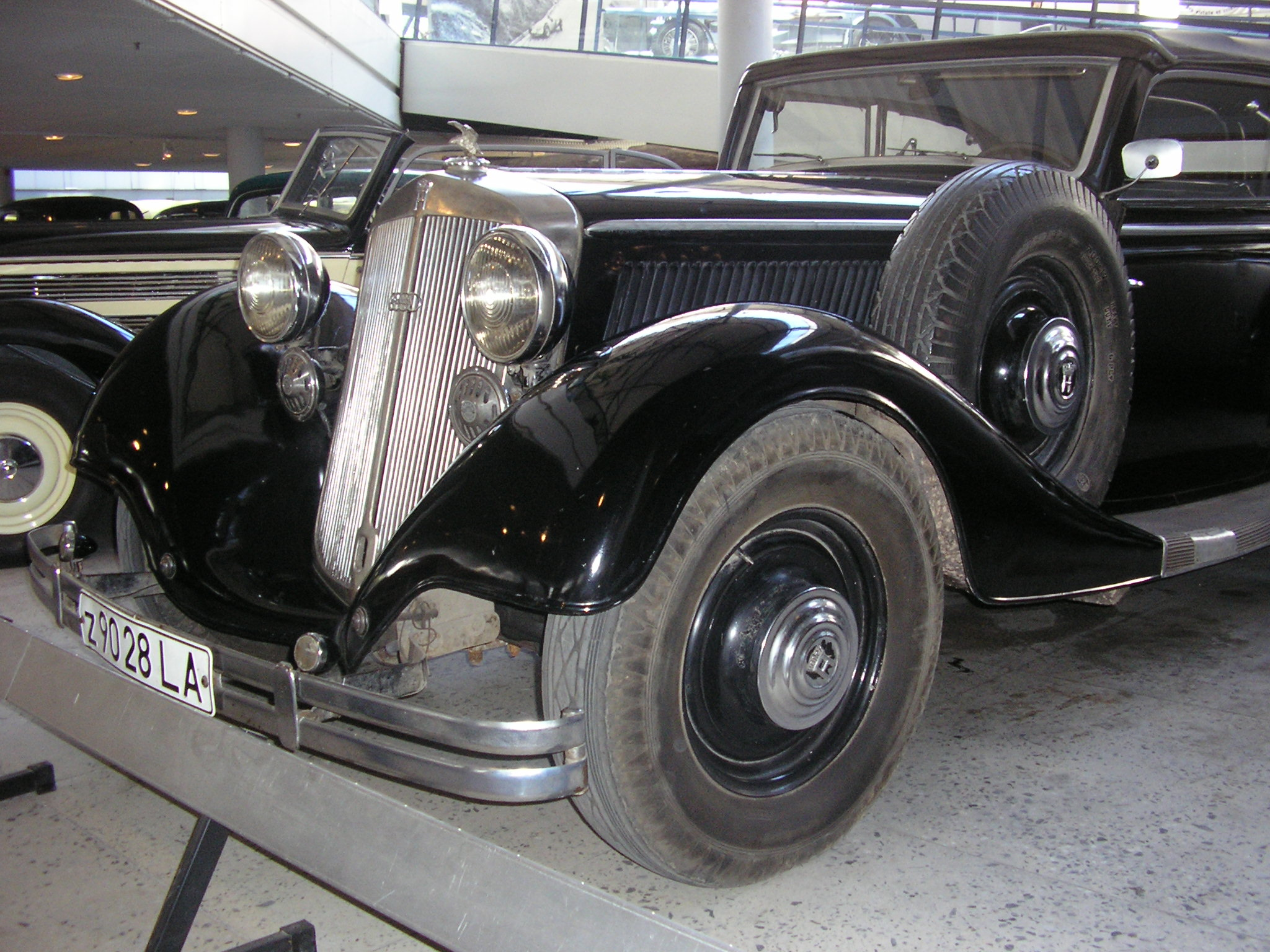
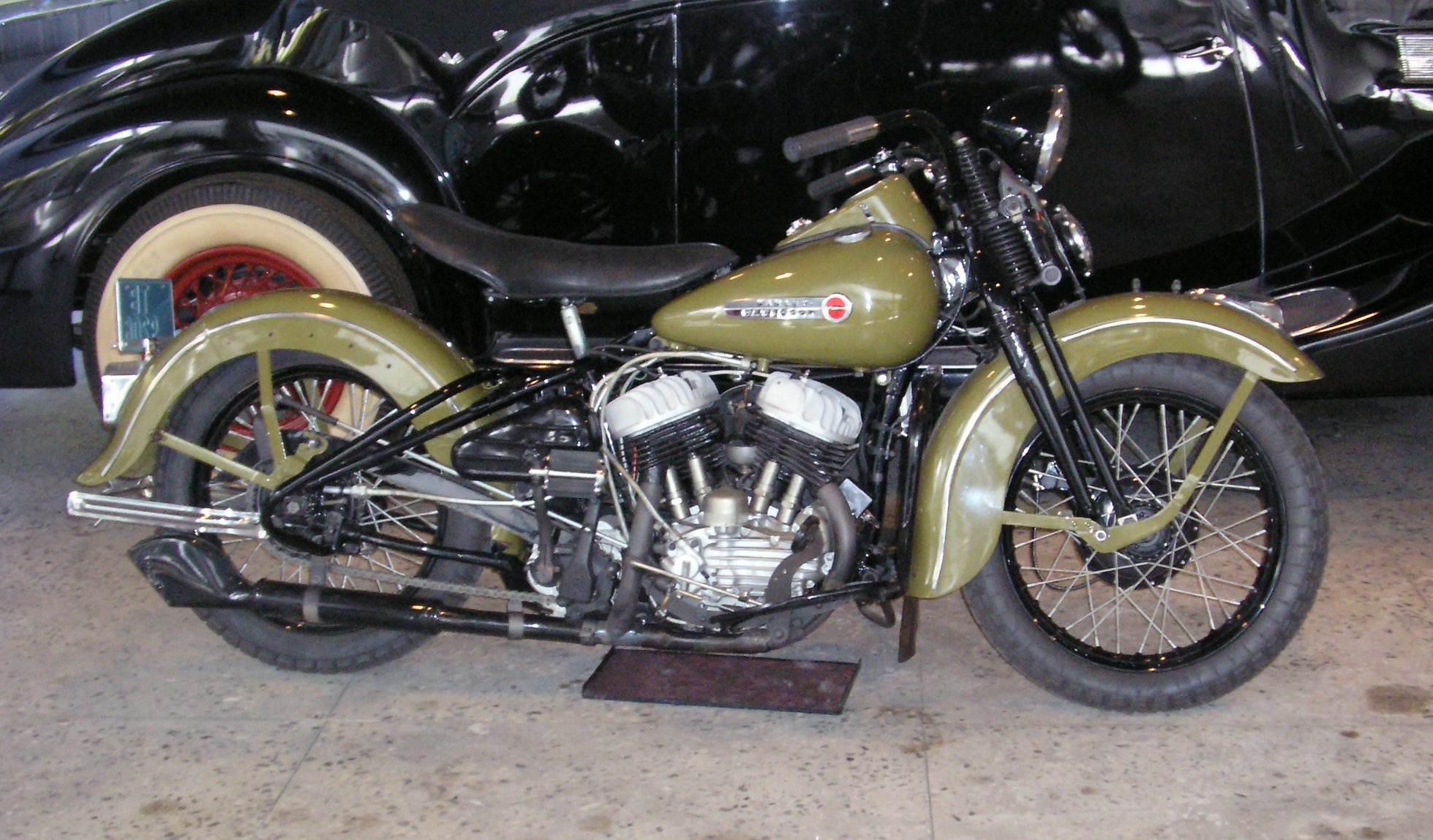
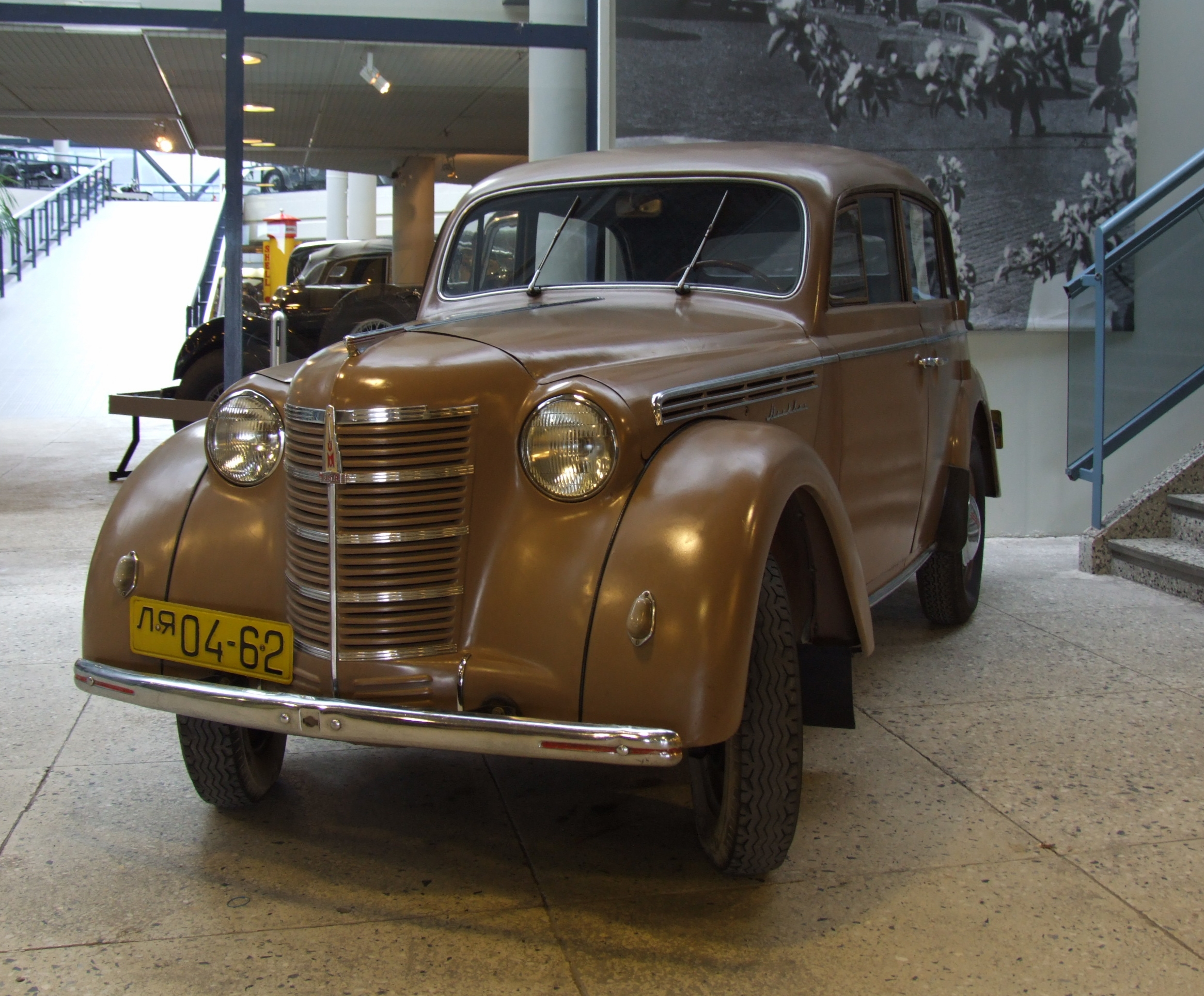
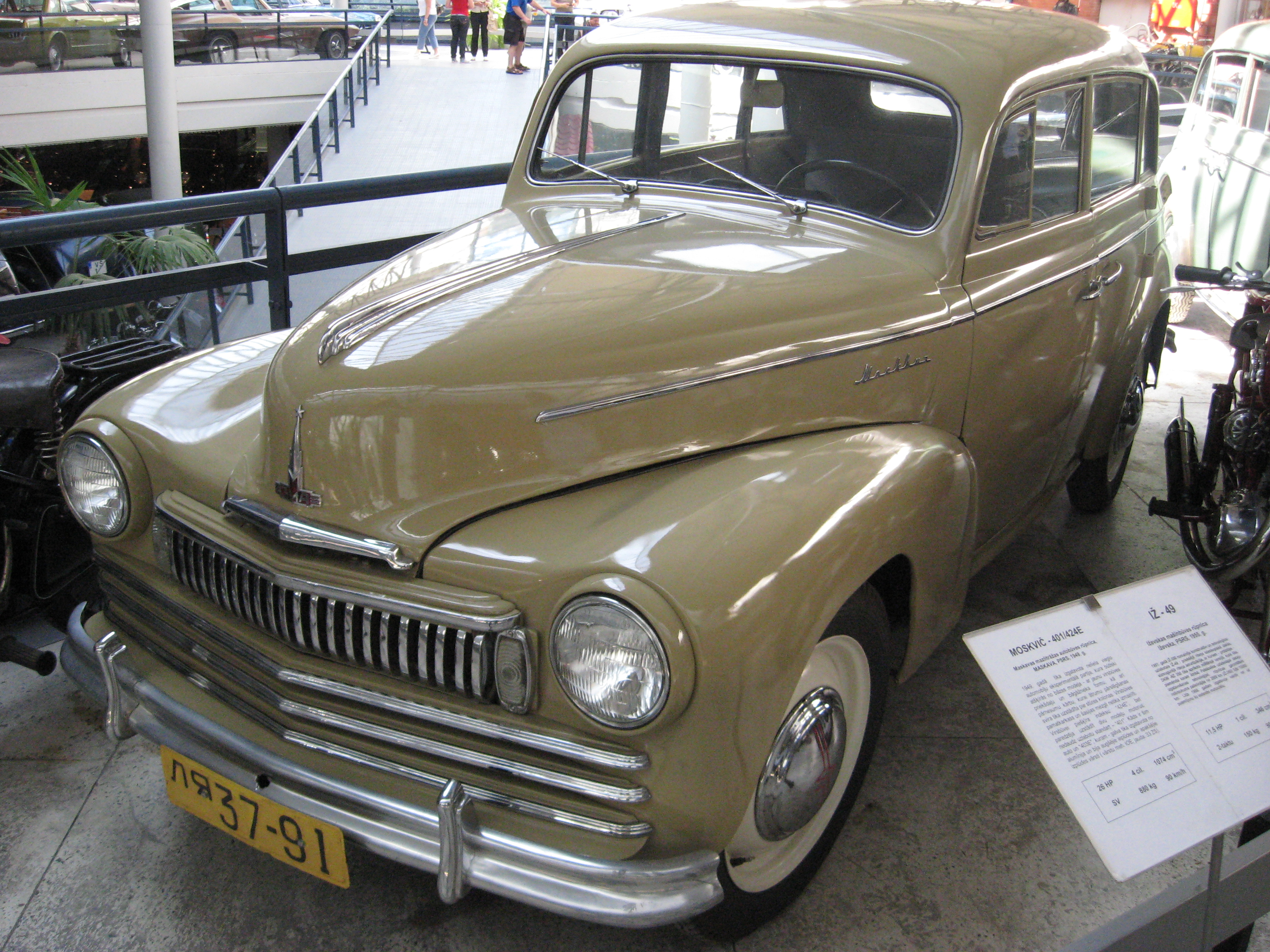
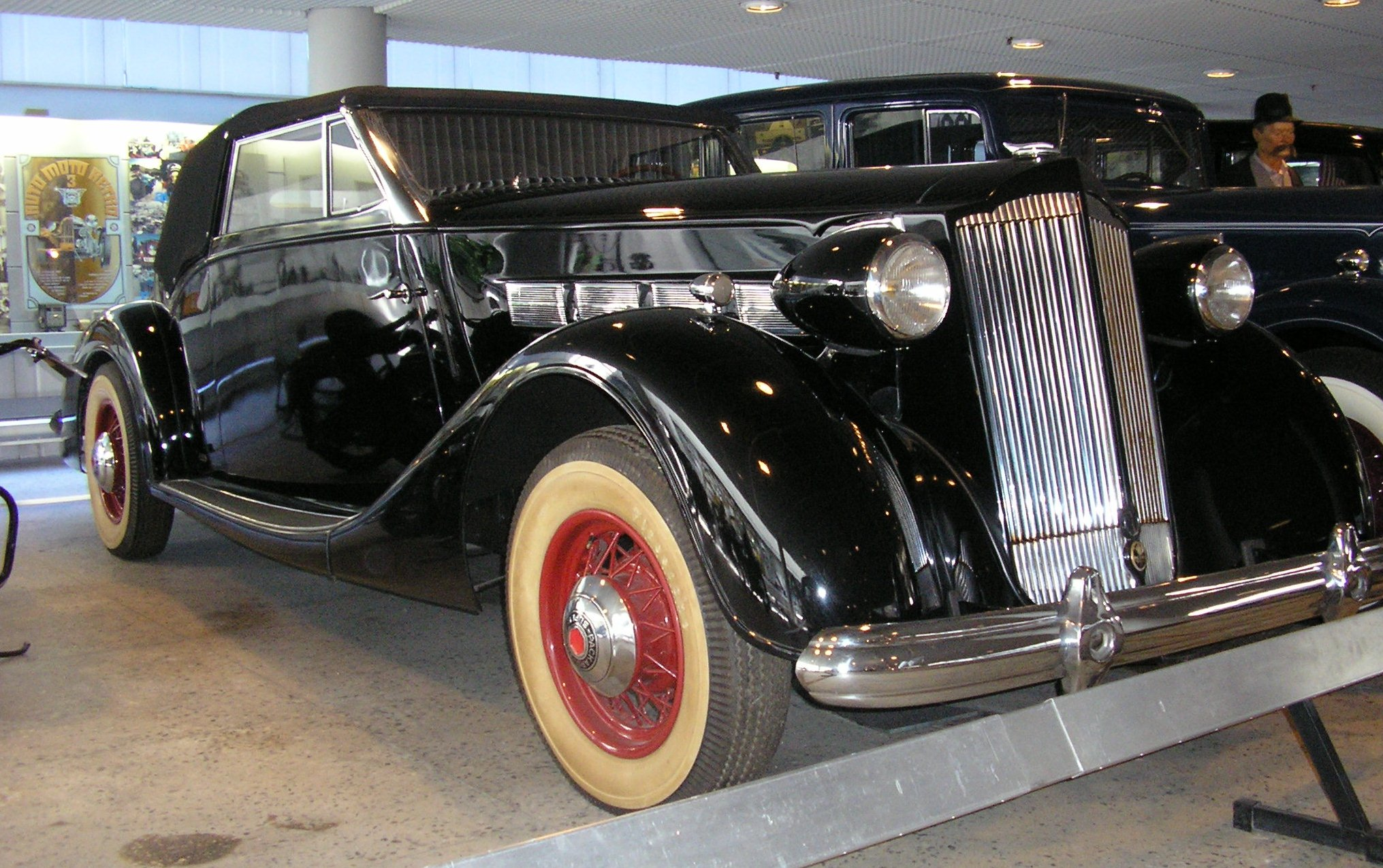
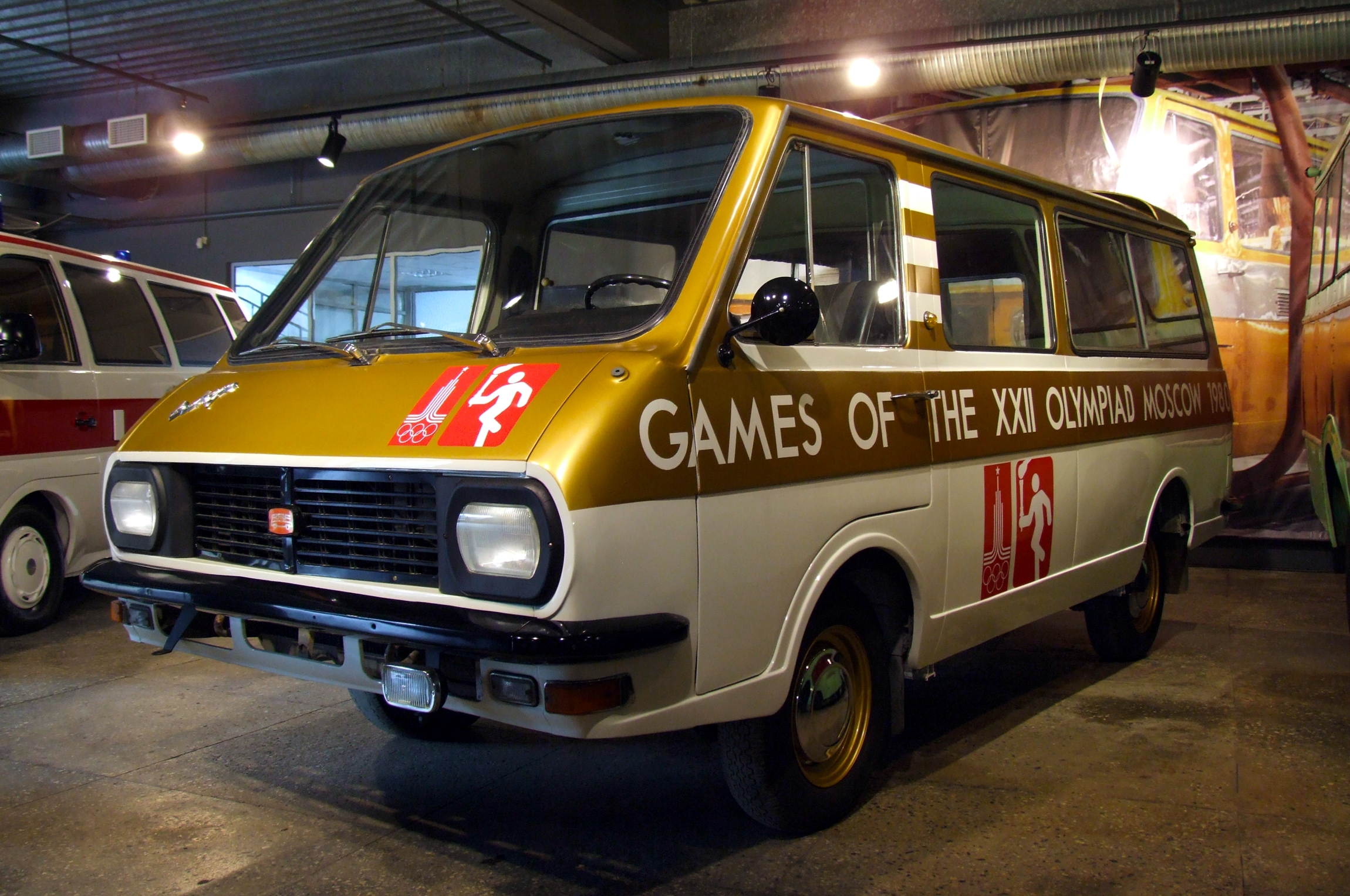
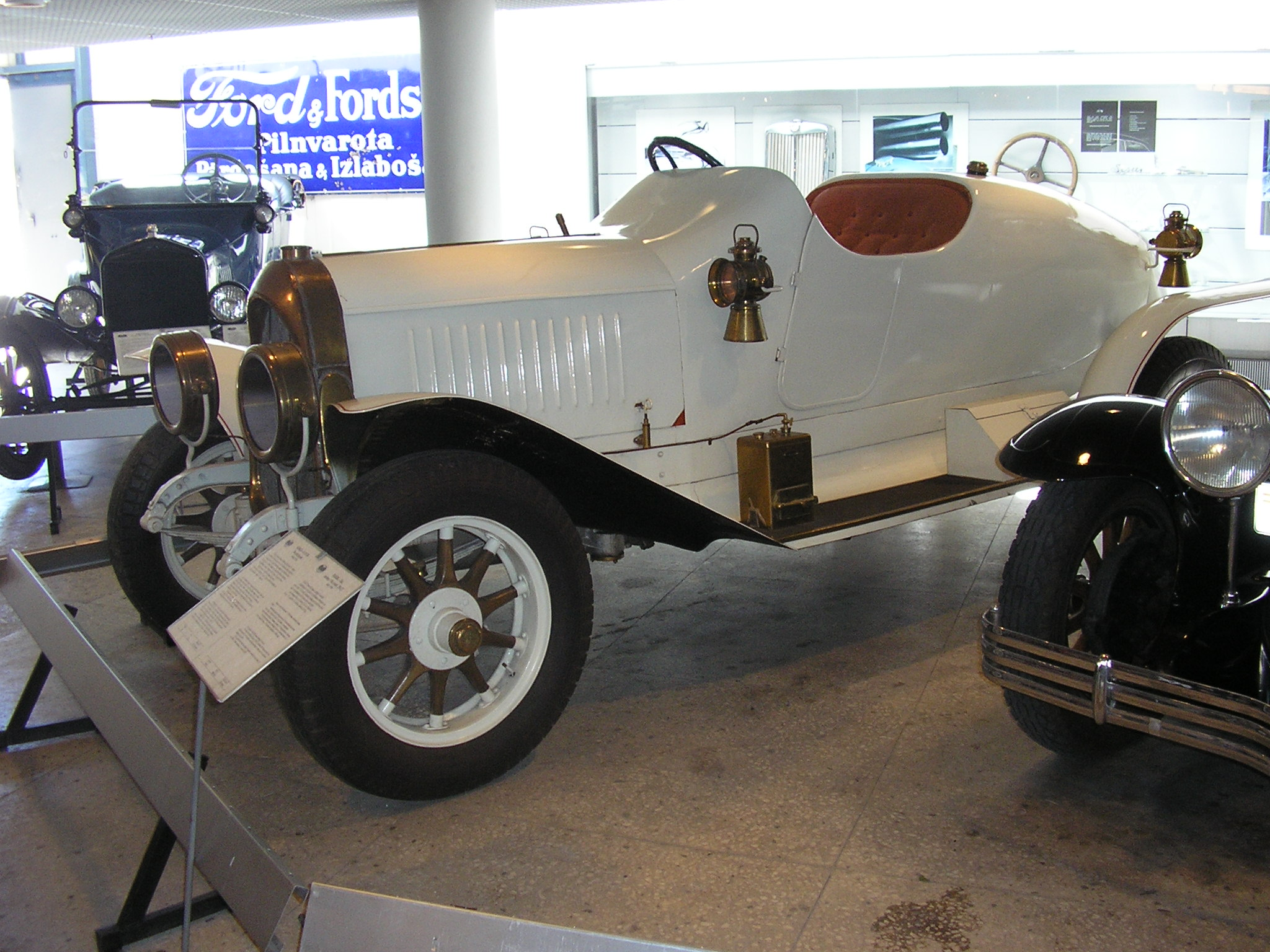
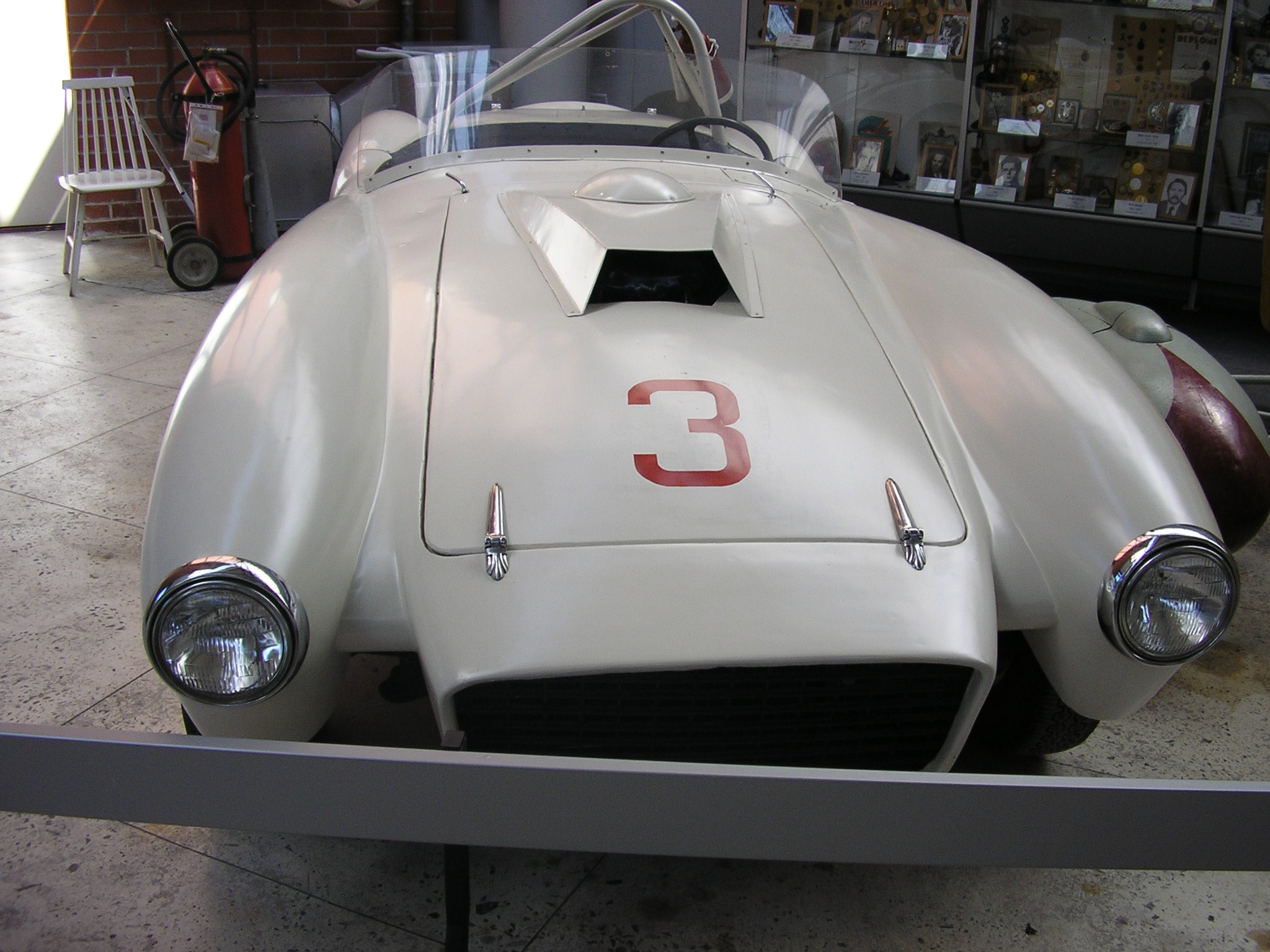

## 历史
設立於1989年。博物館由交通部的獨立行政法人運營。自1992年開始加入了國際交通通信博物館協會(IATM–ICOM)、1994年加入了拉脫維亞博物館協會 (Latvijas muzeju asociācija)。2002年加入了拉脫維亞交通開發和教育協會 (Latvijas transporta un izglītības asociācija)。

## 外部連結
- 官方网站

56°58′13.98″N 24°13′39.96″E / 56.9705500°N 24.2277667°E